# Jean-Jacques Marie
Jean-Jacques Marie (Pont-Écrepin, Francia, 10 de mayo de 1937) es un militante comunista e historiador francés especializado en la URSS y el trotskismo.

## Biografía
Jean-Jacques Marie es catedrático en literatura clásica, licenciado en historia y diplomado en ruso por el Instituto Nacional de Lenguas y Civilizaciones Orientales en 1961.
Habiendo entrado en la política en su juventud como miembro del ala izquierda de la SFIO, se opuso a la guerra de Argelia con el famoso veterano de la extrema izquierda francesa Marceau Pivert, quien sería su mentor hasta su muerte. Militante comunista trotskista desde esa fecha, fue miembro de la Organización Comunista Internacionalista (OCI) de 1965 a 1981 y luego del Partido Comunista Internacionalista de 1981 a 1991. Desde 1992 es miembro del Partido de los Trabajadores (1991), del Partido obrero Independiente y tras su escisión del Partido de los Trabajadores (2015) .
Especialista en historia soviética, Jean-Jacques Marie es el autor de biografías muy serias sobre Stalin, Lenin y Trotsky.
Es uno de los principales responsables de la fundación Centro de estudios y de investigación sobre el movimiento trotskista y revolucionario internacional.
Desde hace años es colaborador habitual de la revista L'Histoire y de la revista La Quinzaine littéraire .

## Recepción crítica
Jean-Jacques Marie es considerado uno de los mejores especialistas franceses sobre Rusia y el periodo soviético.
Según el diario Le Monde, su obra Rusia bajo Putin (2016) constituye « Uno de los análisis más detallados y completos de la Rusia postsoviética. »

## Publicaciones
- Présentation et annotation de Que faire ?, de Lénine, Paris, Seuil, L'Histoire immédiate, 1966
- Staline, Paris, Seuil, L'Histoire immédiate, 1967, 307 p.[6]
- Les Paroles qui ébranlèrent le monde. Anthologie bolchevique (1917-1924), Paris, Seuil, L'Histoire immédiate, 1968, 362 p.
- Les Bolcheviques par eux-mêmes, en collaboration avec Georges Haupt, Paris, éditions François Maspero, 1969
- Le Trotskisme, Paris, Flammarion, 1970, 144 p.
- Trotsky et la Quatrième Internationale, Paris, PUF, Que sais-je ?, 1980, 127 p.
- Le Goulag, Paris, PUF, Que sais-je ?, 1989, 127 p.
- Vladimir Vissotsky, Éditions Seghers, « Poésie et chansons », préface de Marina Vlady, 1989, 240 p.
- 1953, les derniers complots de Staline. La mémoire du siècle (en francés). Paris: éditions Complexe. 1993. p. 253. ISBN 2-87027-475-0.
- Les Peuples déportés d'Union soviétique, Bruxelles, éditions Complexe, 1995, 201 p.
- Trotsky, Paris, éditions Autrement, 1998, 228 p. ISBN 2-86260-833-5
- Staline, Paris, Fayard, 2003, 994 p. ISBN 2-213-60897-0
- Lénine, Paris, Balland, 2004, 503 p. ISBN 2-7158-1488-7
- Le Trotskysme et les trotskystes, Armand Colin, Histoire au présent, 2004, 223 p. ISBN 2-200-26246-9
- Cronstadt, Paris, Fayard, 2005, 481 p. ISBN 2-213-62605-7
- La Guerre civile russe, 1917-1922. Armées paysannes, rouges, blanches et vertes, Paris, éditions Autrement, Mémoires, 2005, 276 p. ISBN 2746706245
- Trotsky : Révolutionnaire sans frontières, Paris, Payot, Biographie Payot, 2006, 621 p. ISBN 2-228-900-38-9
- Voyager avec Karl Marx — Le Christophe Colomb du Capital, La Quinzaine littéraire/Louis Vuitton, 2006, 320 p. ISBN 9782910491208
- Le Dimanche rouge, Larousse, mayo de 2008 ISBN 978-2-03-583348-8
- L'Antisémitisme en Russie, de Catherine II à Poutine (en francés). Paris: éditions Tallandier. 2009. pp. 447 |páginas= y |en= redundantes (ayuda). ISBN 978-2-84734-298-7.
- Khrouchtchev : la réforme impossible, Payot, 2010 ISBN 2-228-90507-0
- Lénine : la révolution permanente, Payot, 2011 ISBN 978-2-228-90689-0
- Beria : le bourreau politique de Staline, Tallandier, 2013 ISBN 9791021002944
- Rapport sur le culte de la personnalité et ses conséquences, présenté au XXe congrès du Parti communiste d'Union soviétique, dit Le rapport Khrouchtchev, traduction et présentation, éditions du Seuil, 2015 ISBN 978-2021170542
- La Guerre des Russes blancs. 1917-1920, Tallandier, 2017, 524 p.
- Les Femmes dans la révolution russe, Seuil, 2017, 384 p.
- Vivre dans la Russie de Lénine, 2020, 382 p.
- Des gamins contre Staline, Seuil, 2022, 304 p. ISBN 9782021490404
- La collaboration Staline-Hitler, Tallandier, 2023, 352 p.